# Minerva (Rembrandt)
Minerva is een schilderij van Rembrandt.

## Voorstelling
Het stelt Minerva voor, de Romeinse godin van de wijsheid en de oorlog. Ze zit aan een tafel voor een opengeslagen boek en is omringd door verschillende attributen, die naar haar verwijzen, zoals een wereldbol, een gouden helm, een speer en een schild. Op haar hoofd draagt ze een lauwerkrans, als teken van haar hoedanigheid als overwinnares.

## Toeschrijving en datering
Het schilderij is linksmidden gesigneerd: ‘Rembrandt f. / 1635’. Het wordt in de literatuur unaniem aan Rembrandt toegeschreven.

## Herkomst
De vroegst bekende eigenaar was James Somerville, 12e lord Somerville (1674-1709) eigenaar van landgoed The Drum bij Edinburgh. Het bleef in het bezit van de familie Somerville tot de dood van Louisa Harriet Somerville in 1923. Op 21 november 1924 werd het geveild bij Christie's in Londen. De koper was ofwel kunsthandel Lewis and Simmons in New York of een zekere Smith. Later was het in het bezit van kunsthandel Duveen Brothers en in 1929 van de New Yorkse verzamelaar Jules Bache. Kort daarna werd het verworven door de Hongaarse verzamelaar Marcell Nemes in München. Van 16 tot 19 juni 1931 werd zijn verzameling geveild bij veilinghuis Helbing, eveneens in München. Het schilderij werd toen gekocht door een onbekende koper uit 'Holland' of 'Amerika'. Later was het in het bezit van de Zweed Axel Lennart Wenner-Gren, wiens verzameling op 24 maart 1965 geveild werd bij Sotheby's in Londen. Later werd het verworven door Antenor Patiño en in 1975 door Marcel Bich, bekend van de BIC-pen. Van 1988 tot 2001 bevond het zich in het Bridgestone Museum of Art in Tokio als onderdeel van de bedrijfscollectie van multinational Bridgestone. In 2001 werd het gekocht door kunsthandel Otto Naumann, die het in maart 2002 tentoonstelde op de TEFAF. Naumann verkocht het later aan een Canadese privéverzamelaar.